# Joachim Ludwig Heinrich Daniel Bünsow
Joachim Ludwig Heinrich Daniel Bünsow (* 3. Mai 1821 in Kiel; † 4. Februar 1910 ebenda) war ein deutscher Landschaftsmaler.

## Leben und Wirken
Joachim Ludwig Heinrich Daniel Bünsow war ein Sohn des Malers Joachim Johann Friedrich Bünsow. Unter seinen Vorfahren der Familie Bünsow sind mehrere Künstler zu finden. Sein Bruder Friedrich Christian Ernestus Bünsow begründete den schwedischen Zweig der Familie.

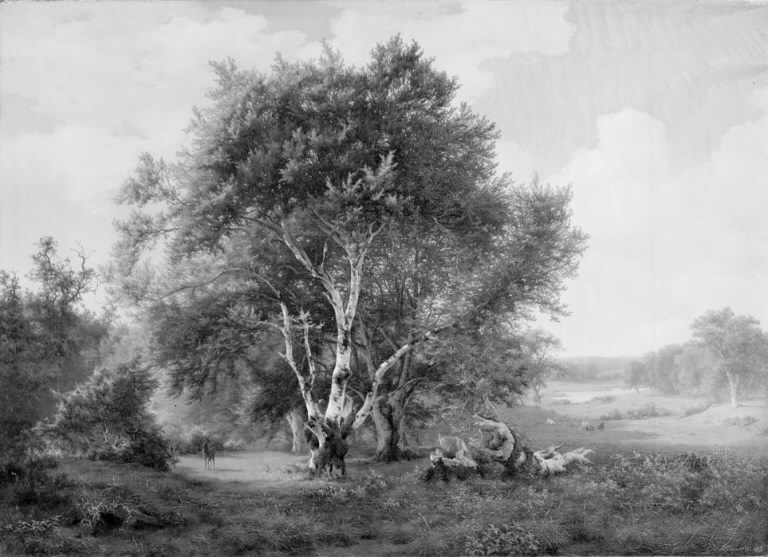
Landschaft bei Schloss Frederiksborg (1845)

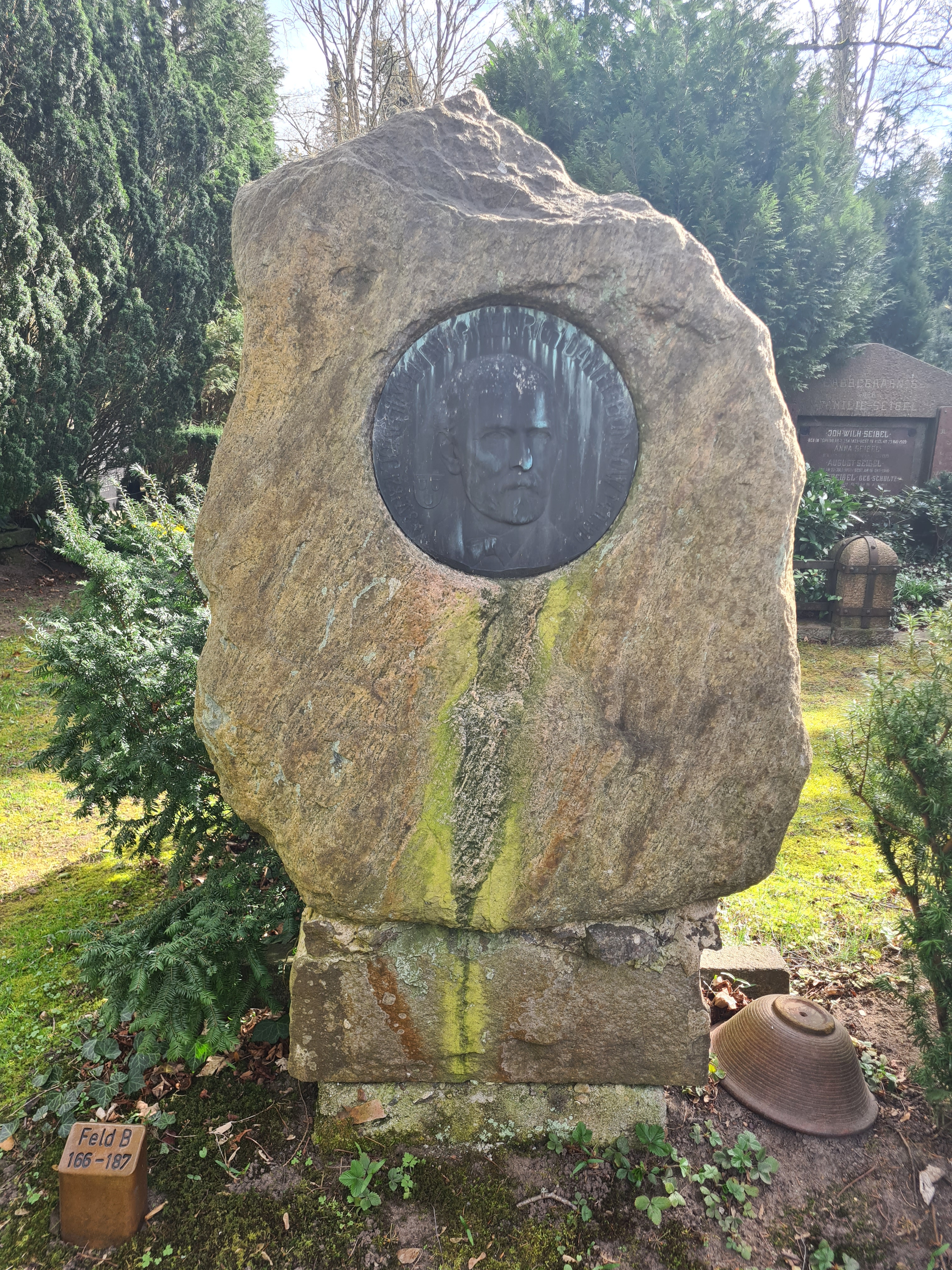
Das Grab von Joachim Ludwig Heinrich Daniel Bünsow auf dem Südfriedhof in Kiel

Von Januar 1840 bis zum Frühjahr 1844 studierte Bünsow an der Königlich Dänischen Kunstakademie, darunter bei Johann Ludwig Lund. 1844 erwarb der Kunstverein Kopenhagen sein Gemälde „Tellingstedt in Dithmarschen“. Ein Stipendium der Akademie, das er 1848 bekam, konnte er aus politischen Gründen nicht sofort nutzen. Bünsow reiste daher nach Dresden, wo er die Nähe zu Johan Christian Dahl suchte. Von 1853 bis 1858 arbeitete er in Rom. Seinen Wohnsitz hatte er von 1844 bis 1853 und nach der Zeit in der italienischen Hauptstadt in Kiel.
Bünsows erste Werke aus der Zeit in Kopenhagen sind feintonig und naturnah gestaltet. Sie erinnern an den Stil seines Lehrers Christoffer Wilhelm Eckersberg. Spätere Bilder stehen unter dem Einfluss von Louis Gurlitt und sind stärker idealisierend. Dies zeigt sich insbesondere in den Werken mit italienischen Landschaften.
Bünsow erstellte in der italienischen Hauptstadt hochwertige Handzeichnungen, die in der Kunsthalle zu Kiel aufbewahrt werden. Spätere Bilder erreichten diese Qualität häufiger nicht mehr. Ein nennenswertes Werk aus seiner späten Schaffenszeit ist die Holsteinische Seenlandschaft (1860).
Bünsow starb unverheiratet im Februar 1910 in Kiel. Er wurde auf dem Südfriedhof bestattet, wo sein Grabmal mit einem Reliefporträt von Heinrich Mißfeldt erhalten ist. Die Bünsowstraße in Steenbek-Projensdorf wurde 1962 nach ihm benannt.